# Galjon

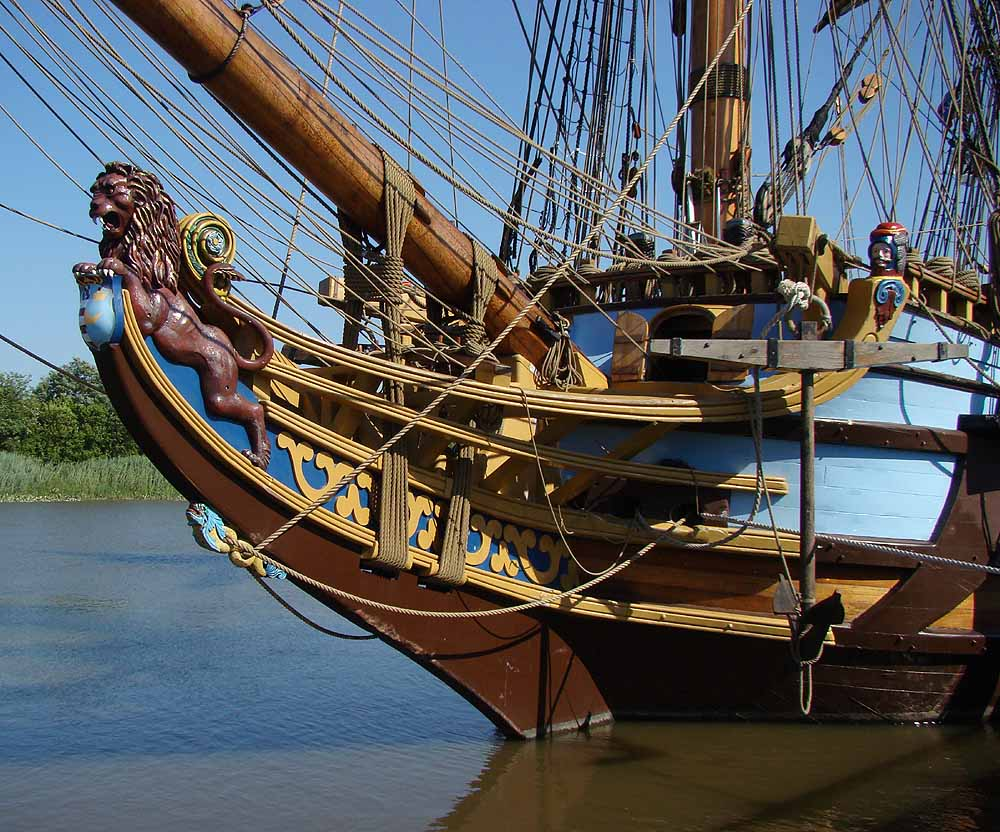
Galjon på modern replik av Kalmar Nyckel från omkring 1625.

Galjon var den byggnad som, på en del segelfartyg från 1500- till in på 1800-talet, var uppförd för om förstäven på övre skägg- eller galjonsknäna, på ömse sidor om skägget. Dess ändamål var dels att ge främsta delen av fartygets överbyggnad ett prydligare utseende, dels underlätta arbetet med bogsprötet och dess tackling, och dels att, då det fanns plats, användas för besättningens toalettbehov.
Från ordet 'galjon' har även namnet galeon på tre- eller fyrmastade fartyg härletts.